# Самат Абіш
Самат Сатибалдиули Абіш (каз. Самат Сатибалдиұли Әбіш; нар. 20 серпня 1978, сел. Енергетичне, Ілійський район, Алматинська область, Казахська РСР, СРСР) — казахстанський державний діяч, співробітник органів державної безпеки Казахстану. Небіж Нурсултана Назарбаєва.

## Біографія
Самат Сатибалдиули Абіш народився 20 серпня 1978 року в селищі Енергетичний Алматинської області Казахської РСР у сім'ї Сатибалди Абішевича Назарбаєва, молодшого брата першого президента Казахстану. Походить із роду шапрашти Старшого жуза. Взяв прізвище на честь діда Абіша Назарбаєва. Старший брат — Кайрат Сатібалдіули.
У 2000 році закінчив Академію Комітету національної безпеки Республіки Казахстан. У 2002 році академію Служби зовнішньої розвідки Російської Федерації.

### Родина
- Дружина: Аїда Алматбекизи Назарбаєва
- Діти: Абіш Аміна Саматкизи, Абіш Жаміля Саматкизи.[3][4]

### Державна служба
З 2000 по 2006 роки проходив службу на посадах офіцерського складу в органах Комітету національної безпеки Республіки Казахстан.
З 2006 по 2008 роки — заступник Голови, Голова Комітету реєстраційної служби Міністерства юстиції Республіки Казахстан.
З жовтня 2008 до січня 2010 року — відповідальний секретар Міністерства юстиції Республіки Казахстан.
З січня 2010 по листопад 2011 — начальник департаменту кадрів Комітету національної безпеки.
З листопада 2011 по березень 2013 — начальник департаменту Комітету національної безпеки по місту Астані.
З березня 2013 по 25 грудня 2015 — заступник Голови Комітету національної безпеки Республіки Казахстан.
З 25 грудня 2015 року — перший заступник Голови Комітету національної безпеки Республіки Казахстан.
У січні 2022 року після масових протестів у Казахстані з'явилися повідомлення про його усунення та затримання як родича Назарбаєва, але вони потім не підтвердилися. Турецьке видання Türkiye називало Самата Абіша організатором масових заворушень в Алма-Аті. 17 січня 2022 року Абіш був звільнений з посади першого заступника голови КНБ.

## Нагороди та Звання
- Орден «Слави» ІІ ступеня
- Генерал-лейтенант національної безпеки Республіки Казахстан (6 травня 2017 року)[12][13]
- Генерал-майор національної безпеки Республіки Казахстан (6 травня 2014 року)[14]
- Медаль «Ерен Еңбегі үшін» («За трудову відзнаку») (19 грудня 2007 року)[15]
- Медаль «Щит національної безпеки» (ІІ, ІІІ ступеня)
- Медаль «За бездоганну службу» (Казахстан) (ІІ, ІІІ ступені)
- Медаль «10 років Астані» (2008)
- Медаль «25 років незалежності Республіки Казахстан» (2016)
- Ювілейна медаль «25 років Комітету національної безпеки Республіки Казахстан» (2017) та ін.